# Захарова Марія Володимирівна
Марія Володимирівна Захарова (нар. 24 грудня 1975, м. Москва, СРСР) — російський державний службовець й дипломат. Директор Департаменту інформації і преси МЗС РФ, офіційний представник МЗС РФ з 10 серпня 2015 року, має ранг Надзвичайного і повноважного посла 1 класу (2017). Член Колегії МЗС Росії, кандидат історичних наук.
З 10 жовтня 2022 перебуває в розшуку СБУ за звинуваченнями в посяганні на територіальну цілісність й недоторканість України.

## Життєпис
У 1998 році закінчила Московський державний інститут міжнародних відносин МЗС Росії, факультет міжнародної інформації за фахом журналіст-міжнародник. Має дипломатичний ранг Надзвичайного і Повноважного Посланника другого класу.
З 1998 року працює в системі МЗС Росії. Була редактором щомісячного видання «Дипломатичний вісник». Виконувала обов'язки начальника відділу оперативного моніторингу ЗМІ Департаменту інформації і друку.
З 2005 по 2008 рік була керівником пресслужби Постійного представництва Росії при ООН в Нью-Йорку.
З 2008 по 2011 рік обіймала різні посади в центральному апараті Міністерства.
З 2011 по 2015 рік була заступником Директора Департаменту інформації і друку МЗС Росії.
У серпні 2015 року — призначена Директором Департаменту інформації і друку МЗС Росії.
Член організаційного комітету з підготовки Євразійського жіночого форуму, що відбувся 24-25 вересня 2015 року в Санкт-Петербурзі.
З 22 грудня 2015 року має дипломатичний ранг «Надзвичайний і Повноважний Посланник 2-го класу».
Член Ради по зовнішній і оборонній політиці Росії.
Крім російської, володіє англійською і китайською мовами.
26 січня 2017 року отримала перший кар'єрі орден
З 26 грудня 2017 року має дипломатичний ранг «Надзвичайний і Повноважний Посланник 1-го класу».
20 січня 2020 — Орден пошани (РФ)

### Родина та особисте життя
Чоловік — Андрій Михайлович Макаров, підприємець. Пара одружилася 7 листопада 2005 року в Нью-Йорку, коли Марія там працювала. Дочка Мар'яна народилася 30 червня 2010 року.

### Соціальні мережі і творчість
Активний користувач соціальних мереж, пише вірші та пісні.
22 червня 2017 року на відкритті Московського міжнародного кінофестивалю (ММКФ) співачка Наргіз Закірова виконала пісню «Поверніть пам'ять», автор слів і музики (спільно з Марал Якшиєвої) — Марія Захарова. Пісню присвятили російським солдатам, що загинули під час російської інтервенції в Сирію.
У запису композиції взяв участь Максим Фадєєв, який і запропонував Наргіз як виконавицю. 29 червня на закритті фестивалю Олександр Коган виконав пісню «Я шукаю тебе», вірші і музика (у співавторстві з Коганом і композитором Віктором Дробишем) також написані Захаровою.

### Політична діяльність
Як офіційний представник МЗС РФ, постійно висловлює ворожу щодо України позицію. Останнє обурення Захарової стосувалось створення настільної гри «УПА: відповідь нескореного народу».

### Цитати
- |                  | Поява в Міністерстві закордонних справ України кота, якому доручено захищати країну від «русощурів» — це тупий націоналізм. Оригінальний текст (рос.) Появление в Министерстве иностранных дел Украины кота, которому поручено защищать страну от «русокрыс», – это тупой национализм. |
| — Марія Захарова | |

## Санкції
Наприкінці лютого 2022 року, після визнання Росією самопроголошених ДНР і ЛНР, потрапила під санкції Євросоюзу як така, що «підриває територіальну цілісність, суверенітет і незалежність України» Євросоюз зазначає, що Захарова, як «центральна фігура урядової пропаганди, сприяла введенню російських військ в Україну»